# The Departure
The Departure es una banda inglesa de indie rock, creada en enero de 2004 en Northampton.

## Historia
Se formaron a principios de 2004 después de la colaboración entre el ex habitante de una comuna Cristiana David Jones (voz/guitarra) y su amigo Sam Harvey (guitarra). Después de reclutar a un viejo compañero de la escuela, Ben Winton (bass) y Lee Irons (guitarra), la alineación se acompletó con la adición de Andy Hobson (batería) a través de un sitio web. Jones describió el concepto de la banda a la gaceta Drowned in Sound: "Estamos muy emocionados por todo el ethos de lo que intentamos hacer, que es tomar puntos de referencia de los 80s y hacerlos trascender hasta hoy día, sonidos filosos en lugar de amables".
La banda fue firmada con Parlophone Records después de tan solo 3 conciertos y haber estado juntos unos cuatro meses, cuestión que atrajo un nivel considerable de burlas y escepticismo. Poco después lograron tocar junto a bandas como Placebo, The Tears y Gang of Four con lo que buscaron construir una base de fanes antes de haber hecho sus primeros lanzamientos. El sencillo debut All Mapped Out se editó el 2 de agosto de 2004 y debutó en la posición #30 de las listas de popularidad inglesas. El siguiente sencillo, Be My Enemy surgió el 18 de octubre del mismo año y fue incluido en la banda sonora del videojuego FIFA 06.
Lanzaron su álbum debut Dirty Words un año después de haber sido firmados con Parlophone. Éste fue producido por Steve Osborne (quien también ha trabajado con New Order, Suede y Happy Mondays. El disco fue antecedido en una semana por el relanzamiento del sencillo All Mapped Out, que tristemente obtuvo un lugar más bajo en las listas de popularidad que su cuando fue editado por primera vez. El disco en sí logró críticas neutrales, que variaban desde aquellos que alababan el álbum por su atmósfera sombría y futurista, a aquellos otros que lo criticaban duramente por la superficialidad percibida y su sobre-dependencia en la música de los 80s como inspiración. Les siguieron una gira por el Reino Unido y varias apariciones en festivales. 
A principios de 2006 se anunció la partida del guitarrista Lee Irons debido a "diferencias artísticas". Esta noticia fue seguida del anuncio de que el baterista Andy Hobson había decidido dejar la banda a finales de 2006, a lo cual la banda respondió que se trataba de una separación amigable. Fue reemplazado por Simon Alexander, el primer baterista del grupo.
El ahora cuarteto se encuentra trabajando en el sucesor de Dirty Words en los estudios Grouse Lodge de Irlanda, que se planea lanzar en 2007.

## Miembros
- David Jones - voz
- Sam Harvey - guitarra
- Ben Winton - bajo
- Simon Alexander - batería

### Miembros anteriores
- Lee Irons - guitarra
- Andy Hobson - batería

## Discografía

### Álbumes
- Dirty Words - 13 de junio de 2005 (Parlophone)

### Sencillos
| Título                           | Fecha de lanzamiento  | Álbum       | Listas inglesas |
| -------------------------------- | --------------------- | ----------- | --------------- |
| "All Mapped Out"                 | 2 de agosto de 2004   | Dirty Words | 30              |
| "Be My Enemy"                    | 18 de octubre de 2004 | Dirty Words | ?               |
| "Lump In My Throat"              | 4 de abril de 2005    | Dirty Words | 30              |
| "All Mapped Out" (relanzamiento) | 6 de junio de 2005    | Dirty Words | 33              |
| *"Arms Around Me"                | 17 de octubre de 2005 | Dirty Words | ?               |